# Oneiroi
Oneiroi (Sny; řecky: Ὄνειροι) pochází z řecké mytologie a podle Hesioda jsou synové Nyx (Noc) a bratři Hypna (Spánek), Thanata (Smrt) a Gera (Stáří).
Cicero připisuje jejich otcovství Erebovi (Temnota).
Podle Euripida jsou Oneirové synové Gaiy (Země) a vypadají jako démoni s černými křídly.
Ovidius prezentuje Oneirony jako syny Hypnovy a výslovně se zmiňuje o třech: Morpheovi, jenž vyniká v ukazování obrazů lidí, Icelovi, který ukazuje obrazy zvířat, ptáků a hadů, a Phantasovi, který představuje obrazy země, kamenů, dřeva a vody.
Podle legend vycházejí z podsvětí, kde sídlí, dvěma branami: lživé sny branou ze slonoviny a pravdivé sny branou z rohoviny.